# Формула-1 — Чемпіонат 2023

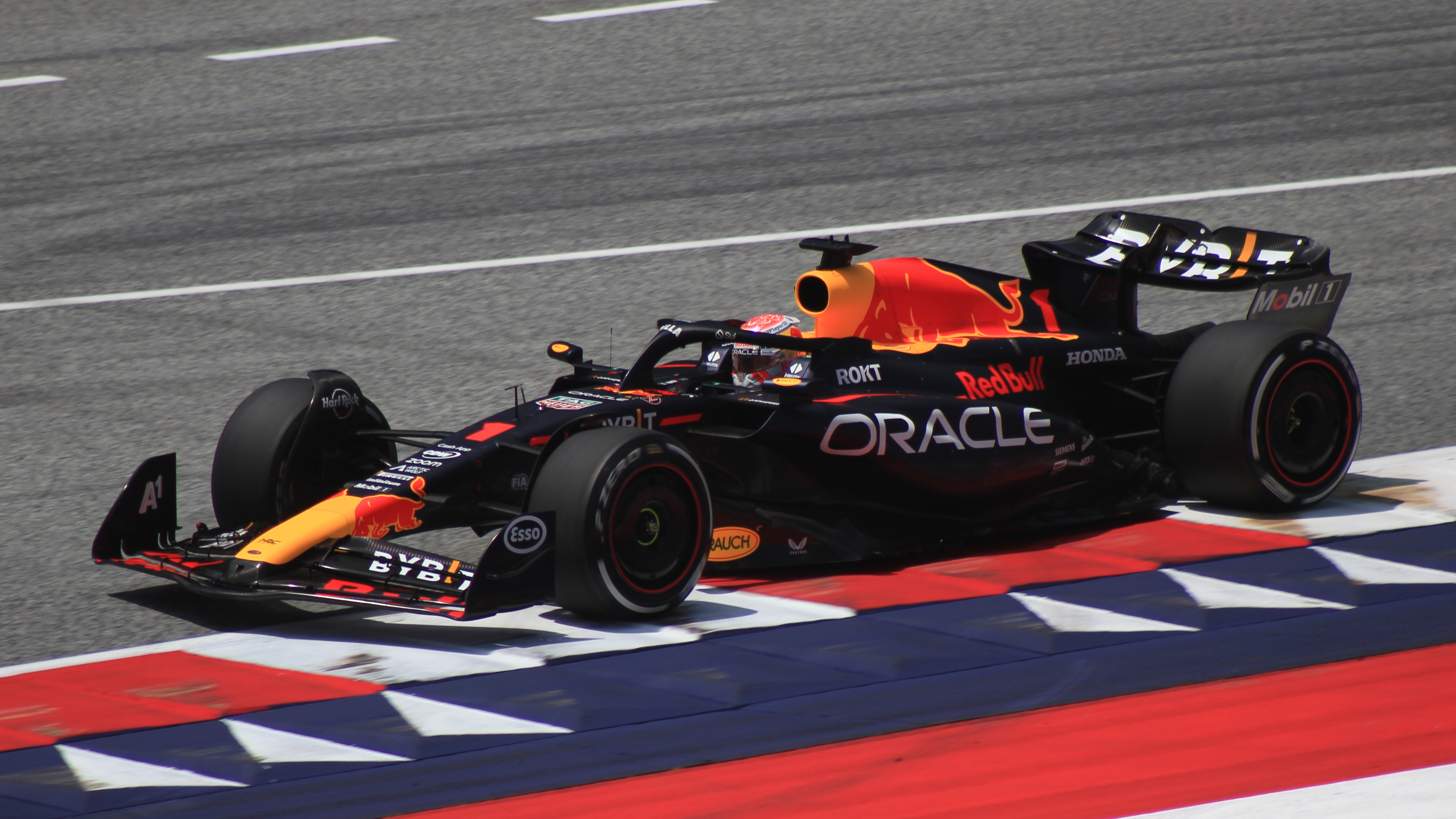
Red Bull Racing здобули свій шостий Кубок конструкторів.

Чемпіонат Формули-1 2023 року — сезон чемпіонату світу з автоперегонів у класі Формула-1, який проводився під егідою ФІА. Чемпіонат проходив у період з березня по листопад та складався з 22 Гран-прі. Сезон розпочався з Гран-прі Бахрейну 5 березня та закінчився на Гран-прі Абу-Дабі 26 листопада.
Пілоти і команди змагаталися за титул чемпіона світу та кубок конструкторів відповідно. Макс Ферстаппен, пілот Ред Булл Рейсінг, який розпочав сезон чинним чемпіоном серед пілотів, здобув свій третій титул поспіль на Гран-прі Катару, а його команда Ред Булл Рейсінг, яка була чинним чемпіоном серед конструкторів, здобула свій шостий титул, другий поспіль, на попередньому Гран-прі Японії.

## Команди та пілоти
Наступні команди та пілоти мали контракт на участь у Чемпіонаті світу 2023 року. Постачальник шин для всіх команд — Pirelli. Кожна команда повинна мати двох пілотів, а також надати кожному з них окремий болід.
| Команда                               | Конструктор                  | Шасі   | Двигун     | Пілот | Пілот             | Пілот        |
| Команда                               | Конструктор                  | Шасі   | Двигун     | №     | Ім'я пілота       | Гран-прі     |
| ------------------------------------- | ---------------------------- | ------ | ---------- | ----- | ----------------- | ------------ |
| Alfa Romeo F1 Team Stake              | Альфа Ромео-Феррарі          | C43    | Феррарі    | 24    | Чжоу Гуаньюй      | Всі          |
| Alfa Romeo F1 Team Stake              | Альфа Ромео-Феррарі          | C43    | Феррарі    | 77    | Вальттері Боттас  | Всі          |
| Scuderia AlphaTauri                   | Альфа Таурі-Хонда RBPT       | AT04   | Хонда RBPT | 21    | Нік де Вріс       | 1–10         |
| Scuderia AlphaTauri                   | Альфа Таурі-Хонда RBPT       | AT04   | Хонда RBPT | 3     | Данієль Ріккардо  | 11–13, 18–22 |
| Scuderia AlphaTauri                   | Альфа Таурі-Хонда RBPT       | AT04   | Хонда RBPT | 40    | Ліам Ловсон       | 13–17        |
| Scuderia AlphaTauri                   | Альфа Таурі-Хонда RBPT       | AT04   | Хонда RBPT | 22    | Юкі Цунода        | Всі          |
| BWT Alpine F1 Team                    | Альпін-Рено                  | A523   | Рено       | 10    | П'єр Гаслі        | Всі          |
| BWT Alpine F1 Team                    | Альпін-Рено                  | A523   | Рено       | 31    | Естебан Окон      | Всі          |
| Aston Martin Aramco Cognizant F1 Team | Астон Мартін Арамко-Мерседес | AMR23  | Мерседес   | 14    | Фернандо Алонсо   | Всі          |
| Aston Martin Aramco Cognizant F1 Team | Астон Мартін Арамко-Мерседес | AMR23  | Мерседес   | 18    | Ленс Стролл       | Всі          |
| Scuderia Ferrari                      | Феррарі                      | SF-23  | Феррарі    | 16    | Шарль Леклер      | Всі          |
| Scuderia Ferrari                      | Феррарі                      | SF-23  | Феррарі    | 55    | Карлос Сайнс мол. | Всі          |
| Moneygram Haas F1 Team                | Хаас-Феррарі                 | VF-23  | Феррарі    | 20    | Кевін Магнуссен   | Всі          |
| Moneygram Haas F1 Team                | Хаас-Феррарі                 | VF-23  | Феррарі    | 27    | Ніко Гюлькенберг  | Всі          |
| McLaren F1 Team                       | Макларен-Мерседес            | MCL60  | Мерседес   | 4     | Ландо Норріс      | Всі          |
| McLaren F1 Team                       | Макларен-Мерседес            | MCL60  | Мерседес   | 81    | Оскар Піастрі     | Всі          |
| Mercedes-AMG Petronas F1 Team         | Мерседес                     | F1 W14 | Мерседес   | 44    | Льюїс Гамільтон   | Всі          |
| Mercedes-AMG Petronas F1 Team         | Мерседес                     | F1 W14 | Мерседес   | 63    | Джордж Расселл    | Всі          |
| Oracle Red Bull Racing                | Ред Булл Рейсінг-Хонда RBPT  | RB19   | Хонда RBPT | 1     | Макс Ферстаппен   | Всі          |
| Oracle Red Bull Racing                | Ред Булл Рейсінг-Хонда RBPT  | RB19   | Хонда RBPT | 11    | Серхіо Перес      | Всі          |
| Williams Racing                       | Вільямс-Мерседес             | FW45   | Мерседес   | 2     | Логан Сарджент    | Всі          |
| Williams Racing                       | Вільямс-Мерседес             | FW45   | Мерседес   | 23    | Александр Албон   | Всі          |
| Джерело:                              |                              |        |            |       |                   |              |

### Зміни в командах
Хонда знову фігуруватиме в назві двигунів команд Ред Булл Рейсінг та Альфа Таурі. Відтепер, двигуни команд називатимуться Хонда RBPT. Незважаючи на те, що Red Bull Powertrains з цього сезону повинні були самостійно відповідати за монтаж та обслуговування двигунів, було вирішено, що Хонда надаватиме технічну підтримку Ред Булл Рейсінг та Альфа Таурі до сезону 2025.

### Зміни у складах команд
Після 16 сезонів у Формулі-1, Себастьян Феттель оголосив про закінчення кар'єри. Замість нього з Астон Мартін контракт підписав Фернандо Алонсо, який залишив Альпін після двох сезонів. Одразу після цього Альпін оголосив, що їхнім пілотом у сезоні 2023 стане австралієць Оскар Піастрі, чемпіон Формули-2 та колишній резервний пілот французької команди. Проте, через деякий час, Піастрі написав у Твіттері, що він не підписував контракт і не виступатиме за Альпін. Комісія ФІА з визнання контрактів оголосила, що в австралійського гонщика не було жодних договірних забов'язань перед Альпін. П'єр Гаслі, у якого був контракт з Альфа Таурі, перейшов до Альпін, замінивши Фернандо Алонсо. Замість Гаслі за Альфа Таурі виступатиме Нік де Вріс, колишній чемпіон Формули E та Формули-2.
Данієль Ріккардо залишив Макларен після двох проведених років у команді. За умовами контракту пілот повинен був виступати за Макларен у 2023 році, проте наприкінці літа 2022 його розірвали за взаємною згодою. Данієля Ріккардо замінив Оскар Піастрі, дебютант Формули-1. Ніколас Латіфі залишив Вільямс після трьох проведених років у команді. Його замінив Логан Сарджент, перший американський пілот Формули-1 з 2015 року, коли Александр Россі виступав за команду Маруся. Мік Шумахер залишив Хаас після двох проведених років у команді. Його замінив Ніко Гюлькенберг, німецький автогонщик, який востаннє був постійним пілотом команди Формули-1 у 2019 році, під час виступів за Рено.

#### Зміни протягом сезону
Нік де Вріс був звільнений з AlphaTauri після того, як не продемонстрував задовільних результатів в перших десяти гонках з командою. Починаючи з Гран-прі Угорщини, його місце зайняв Данієль Ріккардо. Ріккардо раніше вже виступав за команду в 2012 і 2013 роках, коли вона була відома під назвою Toro Rosso.
Резервний пілот Red Bull Racing і AlphaTauri Ліам Ловсон замінив Ріккардо на Гран-прі Нідерландів після того, як Ріккардо зламав п’ясткову кістку лівої руки в аварії під час другої практики. Це стало дебютом Ловсона в Формулі-1. Ловсон продовжив заміняти Ріккардо на Гран-прі Італії, Сінгапуру, Японії та Катару. Ріккардо повернувся за кермо AlphaTauri на Гран-прі США.

## Календар
| №        | Гран-прі                    | Траса                                              | Дата         |
| -------- | --------------------------- | -------------------------------------------------- | ------------ |
| 1        | Гран-прі Бахрейну           | Міжнародний автодром Бахрейну, Сахір               | 5 березня    |
| 2        | Гран-прі Саудівської Аравії | Міська траса Джидда, Джидда                        | 19 березня   |
| 3        | Гран-прі Австралії          | Альберт-Парк, Мельбурн                             | 2 квітня     |
| 4        | Гран-прі Азербайджану       | Вулична траса Баку, Баку                           | 30 квітня    |
| 5        | Гран-прі Маямі              | Міжнародний автодром Маямі, Маямі-Ґарденс, Флорида | 7 травня     |
| 6        | Гран-прі Монако             | Міська траса Монте-Карло, Монте-Карло              | 28 травня    |
| 7        | Гран-прі Іспанії            | Каталунья, Барселона                               | 4 червня     |
| 8        | Гран-прі Канади             | Автодром імені Жиля Вільнева, Монреаль             | 18 червня    |
| 9        | Гран-прі Австрії            | Ред Бул Ринг, Шпільберг                            | 2 липня      |
| 10       | Гран-прі Великої Британії   | Автодром Сільверстоун, Сільверстоун                | 9 липня      |
| 11       | Гран-прі Угорщини           | Хунгароринг, Будапешт                              | 23 липня     |
| 12       | Гран-прі Бельгії            | Спа-Франкоршам, Спа                                | 30 липня     |
| 13       | Гран-прі Нідерландів        | Траса Зандвоорт, Зандтворт                         | 27 серпня    |
| 14       | Гран-прі Італії             | Автодром Монца, Монца                              | 3 вересня    |
| 15       | Гран-прі Сінгапуру          | Міський автодром Марина Бей, Сінгапур              | 17 вересня   |
| 16       | Гран-прі Японії             | Судзука, Судзука                                   | 24 вересня   |
| 17       | Гран-прі Катару             | Міжнародна траса Лусаїл, Лусаїл                    | 8 жовтня     |
| 18       | Гран-прі США                | Траса Америк, Остін, Техас                         | 22 жовтня    |
| 19       | Гран-прі Мехіко             | Автодром імені братів Родрігес, Мехіко             | 29 жовтня    |
| 20       | Гран-прі Сан-Паулу          | Інтерлагос, Сан-Паулу                              | 5 листопада  |
| 21       | Гран-прі Лас-Вегаса         | Вулична траса Лас-Вегаса, Лас-Вегас                | 18 листопада |
| 22       | Гран-прі Абу-Дабі           | Яс-Марина, Абу-Дабі                                | 26 листопада |
| Джерело: |                             |                                                    |              |

### Розширення календаря та зміни
- Гран-прі Катару повернеться до календаря після річної перерви.[43]
- Заплановано дебют Гран-прі Лас-Вегаса, гонка відбудеться на новій вуличній трасі, уздовж Лас-Вегас-Стріп. Востаннє у Лас-Вегасі проводилося Гран-прі у сезоні 1982. Тоді його назва була Гран-прі Цезарс Палас. Також вперше з того самого сезону у США проводитимуться три Гран-прі.[44][45]
- За умовами контракту, Гран-прі Росії повинне було проводитись у сезоні 2023. Його планували перенести з автодрому Сочі до Ігора Драйв у Новожилово (Ленінградська область).[46] Проте, з представниками Гран-прі розірвали контракт через російське вторгнення в Україну.[47]
- Гран-прі Франції не буде проведене у сезоні 2023.[48]
- Гран-прі Китаю повинне було повернутися до календаря після трирічної перерви, проте було скасоване у четвертий раз поспіль через складності з COVID-19 у Китаї.[49]
- Гран-прі Емілії-Романьї, який мав відбутися 21 травня як шостий етап чемпіонату, був скасований 17 травня через повінь в цьому регіоні.[50]

## Зміни регламенту

### Спортивний регламент
Оскільки у майбутньому керівництво Формули-1 має намір зробити шини більш витривалими, під час двох Гран-прі максимальна кількість наборів шин зменшиться з 13 до 11. Також, за умови що погода буде сонячною, під час цих Гран-прі команди будуть забов'язані використовувати шини hard у першому сегменті кваліфікації, medium у другому, і soft у третьому. Зазвичай, команди мають право обирати тип шин, які вони використовують.
Pirelli оголосила про зміни у доступних шинах на Гран-прі сезону 2023. Буде створений новий тип шин, який за характеристиками знаходиметься у списку між C1 (hard) і C2 (medium). Зміни дозволять командам використовувати більш гнучку стратегію, оскільки шини C1 зазнали критики через велику різницю у зчепленні.
Бюджетний ліміт зменшили до 135 мільйонів доларів США. У 2022 році він був 140 мільйонів доларів США, проте пізніше його збільшили до 142.4 мільйона через інфляцію.
У 2023 році передсезонні тести тривали лише 3 дні, на відміну від 2022, коли вони проводилися протягом шести днів.

#### Спринти
У 2023 році спринти були проведені під час шести Гран-прі: Азербайджану, Австрії, Бельгії, Катару, США та Сан-Паулу.

## Результати та положення в заліках

### Гран-прі
| №        | Гран-прі                    | Поул-позиція      | Швидке коло     | Переможець        | Конструктор                | Звіт |
| -------- | --------------------------- | ----------------- | --------------- | ----------------- | -------------------------- | ---- |
| 1        | Гран-прі Бахрейну           | Макс Ферстаппен   | Чжоу Гуаньюй    | Макс Ферстаппен   | Red Bull Racing-Honda RBPT | Звіт |
| 2        | Гран-прі Саудівської Аравії | Серхіо Перес      | Макс Ферстаппен | Серхіо Перес      | Red Bull Racing-Honda RBPT | Звіт |
| 3        | Гран-прі Австралії          | Макс Ферстаппен   | Серхіо Перес    | Макс Ферстаппен   | Red Bull Racing-Honda RBPT | Звіт |
| 4        | Гран-прі Азербайджану       | Шарль Леклер      | Джордж Рассел   | Серхіо Перес      | Red Bull Racing-Honda RBPT | Звіт |
| 5        | Гран-прі Маямі              | Серхіо Перес      | Макс Ферстаппен | Макс Ферстаппен   | Red Bull Racing-Honda RBPT | Звіт |
| 6        | Гран-прі Монако             | Макс Ферстаппен   | Льюїс Гамільтон | Макс Ферстаппен   | Red Bull Racing-Honda RBPT | Звіт |
| 7        | Гран-прі Іспанії            | Макс Ферстаппен   | Макс Ферстаппен | Макс Ферстаппен   | Red Bull Racing-Honda RBPT | Звіт |
| 8        | Гран-прі Канади             | Макс Ферстаппен   | Серхіо Перес    | Макс Ферстаппен   | Red Bull Racing-Honda RBPT | Звіт |
| 9        | Гран-прі Австрії            | Макс Ферстаппен   | Макс Ферстаппен | Макс Ферстаппен   | Red Bull Racing-Honda RBPT | Звіт |
| 10       | Гран-прі Великої Британії   | Макс Ферстаппен   | Макс Ферстаппен | Макс Ферстаппен   | Red Bull Racing-Honda RBPT | Звіт |
| 11       | Гран-прі Угорщини           | Льюїс Гамільтон   | Макс Ферстаппен | Макс Ферстаппен   | Red Bull Racing-Honda RBPT | Звіт |
| 12       | Гран-прі Бельгії            | Шарль Леклер      | Льюїс Гамільтон | Макс Ферстаппен   | Red Bull Racing-Honda RBPT | Звіт |
| 13       | Гран-прі Нідерландів        | Макс Ферстаппен   | Фернандо Алонсо | Макс Ферстаппен   | Red Bull Racing-Honda RBPT | Звіт |
| 14       | Гран-прі Італії             | Карлос Сайнс мол. | Оскар Піастрі   | Макс Ферстаппен   | Red Bull Racing-Honda RBPT | Звіт |
| 15       | Гран-прі Сінгапуру          | Карлос Сайнс мол. | Льюїс Гамільтон | Карлос Сайнс мол. | Ferrari                    | Звіт |
| 16       | Гран-прі Японії             | Макс Ферстаппен   | Макс Ферстаппен | Макс Ферстаппен   | Red Bull Racing-Honda RBPT | Звіт |
| 17       | Гран-прі Катару             | Макс Ферстаппен   | Макс Ферстаппен | Макс Ферстаппен   | Red Bull Racing-Honda RBPT | Звіт |
| 18       | Гран-прі США                | Шарль Леклер      | Юкі Цунода      | Макс Ферстаппен   | Red Bull Racing-Honda RBPT | Звіт |
| 19       | Гран-прі Мехіко             | Шарль Леклер      | Льюїс Гамільтон | Макс Ферстаппен   | Red Bull Racing-Honda RBPT | Звіт |
| 20       | Гран-прі Сан-Паулу          | Макс Ферстаппен   | Ландо Норріс    | Макс Ферстаппен   | Red Bull Racing-Honda RBPT | Звіт |
| 21       | Гран-прі Лас-Вегаса         | Шарль Леклер      | Оскар Піастрі   | Макс Ферстаппен   | Red Bull Racing-Honda RBPT | Звіт |
| 22       | Гран-прі Абу-Дабі           | Макс Ферстаппен   | Макс Ферстаппен | Макс Ферстаппен   | Red Bull Racing-Honda RBPT | Звіт |
| Джерела: |                             |                   |                 |                   |                            |      |

### Нарахування очок
Очки отримують пілоти, які фінішували у першій десятці. Також 1 очко здобуває пілот, який показав найшвидше коло і фінішував в першій десятці. В спринті очки нараховуються першим восьми пілотам. У разі однакової кількості очок, пілот з найбільшою кількістю перших місць оцінюється вище. Якщо кількість перших місць однакова, то враховується кількість других місць і так далі. Якщо ця процедура не дає результату, FIA визначить переможця за такими критеріями, які вважатиме за потрібне. Очки нараховуються за кожну гонку за такою системою:
| Позиція  | 1-ша | 2-га | 3-тя | 4-та | 5-та | 6-та | 7-ма | 8-ма | 9-та | 10-та | НК |
| Гран-прі | 25   | 18   | 15   | 12   | 10   | 8    | 6    | 4    | 2    | 1     | 1  |
| Спринт   | 8    | 7    | 6    | 5    | 4    | 3    | 2    | 1    |      |       |    |

### Пілоти
| Поз.     | Пілот             | БАХ  | САУ  | АВС  | АЗЕ  | МАЯ | МОН  | ІСП | КАН  | АВТ   | ВЕЛ  | УГО  | БЕЛ   | НІД  | ІТА  | СІН  | ЯПО  | КАТ   | США  | МЕХ  | САП   | ЛВГ  | АБУ | Очки |
| -------- | ----------------- | ---- | ---- | ---- | ---- | --- | ---- | --- | ---- | ----- | ---- | ---- | ----- | ---- | ---- | ---- | ---- | ----- | ---- | ---- | ----- | ---- | --- | ---- |
| 1        | Макс Ферстаппен   | 1    | 2    | 1    | 23   | 1   | 1    | 1   | 1    | 1     | 1    | 1    | 1     | 1    | 1    | 5    | 1    | 12    | 1    | 1    | 1     | 1    | 1   | 575  |
| 2        | Серхіо Перес      | 2    | 1    | 5    | 1    | 2   | 16   | 4   | 6    | 32    | 6    | 3    | 2     | 4    | 2    | 8    | Схід | 10    | 45   | Схід | 43    | 3    | 4   | 285  |
| 3        | Льюїс Гамільтон   | 5    | 5    | 2    | 67   | 6   | 4    | 2   | 3    | 8     | 3    | 4    | 47    | 6    | 6    | 3    | 5    | Схід5 | ДСК2 | 2    | 87    | 7    | 9   | 234  |
| 4        | Фернандо Алонсо   | 3    | 3    | 3    | 46   | 3   | 2    | 7   | 2    | 5     | 7    | 9    | 5     | 2    | 9    | 15   | 8    | 68    | Схід | Схід | 3     | 9    | 7   | 206  |
| 5        | Шарль Леклер      | Схід | 7    | Схід | 32   | 7   | 6    | 11  | 4    | 2     | 9    | 7    | 35    | Схід | 4    | 4    | 4    | 5     | ДСК3 | 3    | НС5   | 2    | 2   | 206  |
| 6        | Ландо Норріс      | 17   | 17   | 6    | 9    | 17  | 9    | 17  | 13   | 4     | 2    | 2    | 76    | 7    | 8    | 2    | 2    | 3     | 24   | 5    | 2     | Схід | 5   | 205  |
| 7        | Карлос Сайнс мол. | 4    | 6    | 12   | 5    | 5   | 8    | 5   | 5    | 63    | 10   | 8    | Схід4 | 5    | 3    | 1    | 6    | НС6   | 36   | 4    | 68    | 6    | 18† | 200  |
| 8        | Джордж Расселл    | 7    | 4    | Схід | 84   | 4   | 5    | 3   | Схід | 78    | 5    | 6    | 68    | 17   | 5    | 16†  | 7    | 4     | 58   | 6    | Схід4 | 8    | 3   | 175  |
| 9        | Оскар Піастрі     | Схід | 15   | 8    | 11   | 19  | 10   | 13  | 11   | 16    | 4    | 5    | Схід2 | 9    | 12   | 7    | 3    | 21    | Схід | 8    | 14    | 10   | 6   | 97   |
| 10       | Ленс Стролл       | 6    | Схід | 4    | 78   | 12  | Схід | 6   | 9    | 94    | 14   | 10   | 9     | 11   | 14   | Від  | Схід | 11    | 7    | 17†  | 5     | 5    | 10  | 74   |
| 11       | П'єр Гаслі        | 9    | 9    | 13†  | 14   | 8   | 7    | 10  | 12   | 10    | 18†  | Схід | 113   | 3    | 16   | 6    | 10   | 12    | 67   | 11   | 7     | 11   | 13  | 62   |
| 12       | Естебан Окон      | Схід | 8    | Схід | 15   | 9   | 3    | 8   | 8    | 147   | Схід | Схід | 8     | 10   | Схід | Схід | 9    | 7     | Схід | 10   | 10    | 4    | 12  | 58   |
| 13       | Александр Албон   | 10   | Схід | Схід | 12   | 14  | 14   | 16  | 7    | 11    | 8    | 11   | 14    | 8    | 7    | 11   | Схід | 137   | 9    | 9    | Схід  | 12   | 14  | 27   |
| 14       | Юкі Цунода        | 11   | 11   | 10   | 10   | 11  | 15   | 12  | 14   | 19    | 16   | 15   | 10    | 15   | НС   | Схід | 12   | 15    | 8    | 12   | 96    | 18†  | 8   | 17   |
| 15       | Вальттері Боттас  | 8    | 18   | 11   | 18   | 13  | 11   | 19  | 10   | 15    | 12   | 12   | 12    | 14   | 10   | Схід | Схід | 8     | 12   | 14   | Схід  | 17   | 19  | 10   |
| 16       | Ніко Гюлькенберг  | 15   | 12   | 7    | 17   | 15  | 17   | 15  | 15   | Схід6 | 13   | 14   | 18    | 12   | 17   | 13   | 14   | 16    | 11   | 13   | 12    | 19†  | 15  | 9    |
| 17       | Данієль Ріккардо  |      |      |      |      |     |      |     |      |       |      | 13   | 16    | Т    |      |      |      |       | 15   | 7    | 13    | 14   | 11  | 6    |
| 18       | Чжоу Гуаньюй      | 16   | 13   | 9    | Схід | 16  | 13   | 9   | 16   | 12    | 15   | 16   | 13    | Схід | 15   | 12   | 13   | 9     | 13   | 15   | Схід  | 15   | 17  | 6    |
| 19       | Кевін Магнуссен   | 13   | 10   | Схід | 13   | 10  | 19†  | 18  | 17   | 18    | Схід | 17   | 15    | 16   | 18   | 10   | 15   | 14    | 14   | Схід | Схід  | 13   | 20  | 3    |
| 20       | Ліам Ловсон       |      |      |      |      |     |      |     |      |       |      |      |       | 13   | 11   | 9    | 11   | 17    |      |      |       |      |     | 2    |
| 21       | Логан Сарджент    | 12   | 16   | Схід | 16   | 20  | 18   | 20  | Схід | 13    | 11   | 18†  | 17    | Схід | 13   | 14   | Схід | Схід  | 10   | 16†  | 11    | 16   | 16  | 1    |
| 22       | Нік де Вріс       | 14   | 14   | Схід | Схід | 18  | 12   | 14  | 18   | 17    | 17   |      |       |      |      |      |      |       |      |      |       |      |     | 0    |
| Поз.     | Пілот             | БАХ  | САУ  | АВС  | АЗЕ  | МАЯ | МОН  | ІСП | КАН  | АВТ   | ВЕЛ  | УГО  | БЕЛ   | НІД  | ІТА  | СІН  | ЯПО  | КАТ   | США  | МЕХ  | САП   | ЛВГ  | АБУ | Очки |
| Джерело: |                   |      |      |      |      |     |      |     |      |       |      |      |       |      |      |      |      |       |      |      |       |      |     |      |

| Приклад                  | Опис                                                              |
| ------------------------ | ----------------------------------------------------------------- |
| 1                        | Переможець                                                        |
| 2                        | Друге місце                                                       |
| 3                        | Третє місце                                                       |
| 5                        | Фінішував у очковій зоні                                          |
| 12                       | Фінішував поза очковою зоною                                      |
| НКЛ                      | Фінішував, але не класифікований                                  |
| Схід                     | Не фінішував і не класифікований                                  |
| НКВ                      | Не кваліфікований                                                 |
| НПКВ                     | Не передкваліфікований                                            |
| ДСК                      | Дискваліфікований                                                 |
| тест                     | Тестер по п'ятницях                                               |
| НС                       | Брав участь у Гран-прі як бойовий пілот, але не стартував у гонці |
| Т                        | Травмований чи хворий                                             |
| Викл                     | Виключений із протоколу                                           |
| Від                      | Відмова від участі                                                |
| НТР                      | Не брав участі в тренуваннях                                      |
| НПР                      | Не прибув на Гран-прі                                             |
| С                        | Гонка скасована                                                   |
|                          | Не брав участі                                                    |
| Жирний шрифт             | Поул-позиція                                                      |
| Курсив                   | Найшвидше коло                                                    |
| Числоу верхньому індексі | Позиція в спринті, що передбачає нарахування очок                 |

Примітки:
- — Пілоти, що не фінішували на Гран-прі, але були класифіковані, оскільки подолали понад 90 % дистанції.

### Конструктори
| Поз.     | Конструктор                  | БАХ  | САУ  | АВС  | АЗЕ  | МАЯ | МОН  | ІСП | КАН  | АВТ   | ВЕЛ  | УГО  | БЕЛ   | НІД  | ІТА  | СІН  | ЯПО  | КАТ   | США  | МЕХ  | САП   | ЛВГ  | АБУ | Очки |
| -------- | ---------------------------- | ---- | ---- | ---- | ---- | --- | ---- | --- | ---- | ----- | ---- | ---- | ----- | ---- | ---- | ---- | ---- | ----- | ---- | ---- | ----- | ---- | --- | ---- |
| 1        | Red Bull Racing-Honda RBPT   | 1    | 1    | 1    | 1    | 1   | 1    | 1   | 1    | 1     | 1    | 1    | 1     | 1    | 1    | 5    | 1    | 12    | 1    | 1    | 1     | 1    | 1   | 860  |
| 1        | Red Bull Racing-Honda RBPT   | 2    | 2    | 5    | 23   | 2   | 16   | 4   | 6    | 32    | 6    | 3    | 2     | 4    | 2    | 8    | Схід | 10    | 45   | Схід | 43    | 3    | 4   | 860  |
| 2        | Mercedes                     | 5    | 4    | 2    | 67   | 4   | 4    | 2   | 3    | 78    | 3    | 4    | 47    | 6    | 5    | 3    | 5    | 4     | 58   | 2    | Схід4 | 7    | 3   | 409  |
| 2        | Mercedes                     | 7    | 5    | Схід | 84   | 6   | 5    | 3   | Схід | 8     | 5    | 6    | 68    | 17   | 6    | 16†  | 7    | Схід5 | ДСК2 | 6    | 87    | 8    | 9   | 409  |
| 3        | Ferrari                      | 4    | 6    | 12   | 32   | 5   | 6    | 5   | 4    | 2     | 9    | 7    | 35    | 5    | 3    | 1    | 4    | 5     | 36   | 3    | 68    | 2    | 2   | 406  |
| 3        | Ferrari                      | Схід | 7    | Схід | 5    | 7   | 8    | 11  | 5    | 63    | 10   | 8    | Схід4 | Схід | 4    | 4    | 6    | НС6   | ДСК3 | 4    | НС5   | 6    | 18† | 406  |
| 4        | McLaren-Mercedes             | 17   | 15   | 6    | 9    | 17  | 9    | 13  | 11   | 4     | 2    | 2    | 76    | 7    | 8    | 2    | 2    | 21    | 24   | 5    | 2     | 10   | 5   | 302  |
| 4        | McLaren-Mercedes             | Схід | 17   | 8    | 11   | 19  | 10   | 17  | 13   | 16    | 4    | 5    | Схід2 | 9    | 12   | 7    | 3    | 3     | Схід | 8    | 14    | Схід | 6   | 302  |
| 5        | Aston Martin Aramco-Mercedes | 3    | 3    | 3    | 46   | 3   | 2    | 6   | 2    | 5     | 7    | 9    | 5     | 2    | 9    | 15   | 8    | 68    | 7    | 17†  | 3     | 5    | 7   | 280  |
| 5        | Aston Martin Aramco-Mercedes | 6    | Схід | 4    | 78   | 12  | Схід | 7   | 9    | 94    | 14   | 10   | 9     | 11   | 14   | Від  | Схід | 11    | Схід | Схід | 5     | 9    | 10  | 280  |
| 6        | Alpine-Renault               | 9    | 8    | 13†  | 14   | 8   | 3    | 8   | 8    | 10    | 18†  | Схід | 8     | 3    | 16   | 6    | 9    | 7     | 67   | 10   | 7     | 4    | 12  | 120  |
| 6        | Alpine-Renault               | Схід | 9    | 14†  | 15   | 9   | 7    | 10  | 12   | 147   | Схід | Схід | 113   | 10   | Схід | Схід | 10   | 12    | Схід | 11   | 10    | 11   | 13  | 120  |
| 7        | Williams-Mercedes            | 10   | 16   | 16†  | 12   | 14  | 14   | 16  | 7    | 11    | 8    | 11   | 14    | 8    | 7    | 11   | Схід | 137   | 9    | 9    | 11    | 12   | 14  | 28   |
| 7        | Williams-Mercedes            | 12   | Схід | Схід | 16   | 20  | 18   | 20  | Схід | 13    | 11   | 18†  | 17    | Схід | 13   | 14   | Схід | Схід  | 10   | 16†  | Схід  | 16   | 16  | 28   |
| 8        | AlphaTauri-Honda RBPT        | 11   | 11   | 10   | 10   | 11  | 12   | 12  | 14   | 17    | 16   | 13   | 10    | 13   | 11   | 9    | 11   | 15    | 8    | 7    | 96    | 14   | 8   | 25   |
| 8        | AlphaTauri-Honda RBPT        | 14   | 14   | 15†  | Схід | 18  | 15   | 14  | 18   | 19    | 17   | 15   | 16    | 15   | НС   | Схід | 12   | 17    | 15   | 12   | 13    | 18†  | 11  | 25   |
| 9        | Alfa Romeo-Ferrari           | 8    | 13   | 9    | 18   | 13  | 11   | 9   | 10   | 12    | 12   | 12   | 12    | 14   | 10   | 12   | 13   | 8     | 12   | 14   | Схід  | 15   | 17  | 16   |
| 9        | Alfa Romeo-Ferrari           | 16   | 18   | 11   | Схід | 16  | 13   | 19  | 16   | 15    | 15   | 16   | 13    | Схід | 15   | Схід | Схід | 9     | 13   | 15   | Схід  | 17   | 19  | 16   |
| 10       | Haas-Ferrari                 | 13   | 10   | 7    | 13   | 10  | 17   | 15  | 15   | 18    | 13   | 14   | 15    | 12   | 17   | 10   | 14   | 14    | 11   | 13   | 12    | 13   | 15  | 12   |
| 10       | Haas-Ferrari                 | 15   | 12   | 17†  | 17   | 15  | 19†  | 18  | 17   | Схід6 | Схід | 17   | 18    | 16   | 18   | 13   | 15   | 16    | 14   | Схід | Схід  | 19†  | 20  | 12   |
| Поз.     | Конструктор                  | БАХ  | САУ  | АВС  | АЗЕ  | МАЯ | МОН  | ІСП | КАН  | АВТ   | ВЕЛ  | УГО  | БЕЛ   | НІД  | ІТА  | СІН  | ЯПО  | КАТ   | США  | МЕХ  | САП   | ЛВГ  | АБУ | Очки |
| Джерело: |                              |      |      |      |      |     |      |     |      |       |      |      |       |      |      |      |      |       |      |      |       |      |     |      |

| Приклад                  | Опис                                                              |
| ------------------------ | ----------------------------------------------------------------- |
| 1                        | Переможець                                                        |
| 2                        | Друге місце                                                       |
| 3                        | Третє місце                                                       |
| 5                        | Фінішував у очковій зоні                                          |
| 12                       | Фінішував поза очковою зоною                                      |
| НКЛ                      | Фінішував, але не класифікований                                  |
| Схід                     | Не фінішував і не класифікований                                  |
| НКВ                      | Не кваліфікований                                                 |
| НПКВ                     | Не передкваліфікований                                            |
| ДСК                      | Дискваліфікований                                                 |
| тест                     | Тестер по п'ятницях                                               |
| НС                       | Брав участь у Гран-прі як бойовий пілот, але не стартував у гонці |
| Т                        | Травмований чи хворий                                             |
| Викл                     | Виключений із протоколу                                           |
| Від                      | Відмова від участі                                                |
| НТР                      | Не брав участі в тренуваннях                                      |
| НПР                      | Не прибув на Гран-прі                                             |
| С                        | Гонка скасована                                                   |
|                          | Не брав участі                                                    |
| Жирний шрифт             | Поул-позиція                                                      |
| Курсив                   | Найшвидше коло                                                    |
| Числоу верхньому індексі | Позиція в спринті, що передбачає нарахування очок                 |

Примітки:
- — Пілоти, що не фінішували на Гран-прі, але були класифіковані, оскільки подолали понад 90 % дистанції.

## Виноски
1. ↑  Данієль Ріккардо брав участь в двох практиках на Гран-прі Нідерландів, але був змушений відмовитись від подальшої участі через зламану п'ясткову кістку в лівій руці після аварії в другій вільній практиці.[12]
2. ↑  Спринти проводилися на Гран-прі Азербайджану, Австрії, Бельгії, Катару, США та Сан-Паулу.[54]